# Linnaemya hirtifrons
Linnaemya hirtifrons är en tvåvingeart som beskrevs av Louis-Paul Mesnil 1952. Linnaemya hirtifrons ingår i släktet Linnaemya och familjen parasitflugor. Inga underarter finns listade i Catalogue of Life.